# سیارک ۱۵۹۲۲
سیارک ۱۵۹۲۲ (به انگلیسی: 15922 Masajisaito، نامگذاری:1997VR) پانزده هزار و نهصد و بیست و دومین سیارک کشف شده‌است که در ۱ نوامبر ۱۹۹۷ کشف شد.